# Bruder Sigwalt
Bruder Sigwalt (auch Siegwalt, Sigenwalt, Sigewall, Sigeboldus) ist der vorgebliche Verfasser einer spätmittelalterlichen Weissagung, die sich als Werk des 12. Jahrhunderts ausgibt.

## Inhalt
Der Text ist in verschiedenen Bearbeitungen überliefert. Eine von diesen, erhalten in einer Handschrift des 15. Jahrhunderts (cgm 267), beginnt mit den Worten:

„Dieser brieff ist funden worden inder cappeln bey Heydenheim, herdiß halb auf der hohe gein Nuremberg zu, do etwan walt was, als man zalt nach Christi gepurt dreizehenhundert unde in dem achtundachcigsten jar. Unde was gelegen mit den drien slusseln zweyhundert iar, als man sagt.
Inden namen des vatters unde des heiligen geystes. Amen. Ich bruder sigwalt, ein weltlicher priester, wolt die welt der yrsalung unde die betrubnúß dieser welte vermeiden unde untertreten die teúfelisch gespenß mit der krafft des almechtigen gottes. So habe ich mich von weltlichem gescheffte gezogen jndas ellend unde inden walt dieser wustung“

Das heißt, dass der Text im Jahr 1388 in einer Kapelle in Heidenheim bei Nürnberg aufgefunden worden sei, nachdem er sich bereits seit zweihundert Jahren dort befunden habe. Nach der Auffindung der in der Prophezeiung erwähnten drei Schlüssel solle das Römische Reich wieder erstarken, das Böse in der Welt werde überwunden, und:

„Darnach unde sich das vergangen hat, fürwar so werdent die Nuremberger die andern Romer, ist dassie der warheyt unde der gerechtigkeit genug thuen.“

Das heißt, Nürnberg solle eine große Zukunft als zweites Rom haben.

### Überlieferung
- München, cgm 267, 246r–247r [4]
- München, UB, 2° cod. ms. 684, 95v–96v [5]
- Coburg, LB, Ms. Sche. 16, 313vb–314vb [6]

### Ausgaben
- W. Altmann: Eberhart Windeckes Denkwürdigkeiten zur Geschichte Kaiser Sigmunds. 1893. S. 361f.
- Alexander Reifferscheid, Neun Texte zur Geschichte der religiösen Aufklärung in Deutschland während des 14. und 15. Jahrhunderts. Festschrift der Universität Greifswald, Julius Abel, Greifswald 1905, Text Nr. VII, S. 41–42
- Wolfgang Stammler, Prosa der deutschen Gotik: Eine Stilgeschichte in Texten, Berlin 1933, S. 89–90

### Sekundärliteratur
- Wolfgang Stammler u. a.: Die deutsche Literatur des Mittelalters: Verfasserlexikon, 2. Ausg., Band 8, de Gruyter, Berlin u. a. 1978, Sp. 1244f. Band 11, ebenda 2004, Sp. 1434
- Handwörterbuch des deutschen Aberglaubens, Bd. IX, Nachträge Sp. 95–96